# رودني ميمز كوك، الأب
رودني ميمز كوك، الأب (بالإنجليزية: Rodney Mims Cook, Sr.)‏ (و. 1924 – 2013 م) هو سياسي من الولايات المتحدة الأمريكية ولد في أتلانتا، جورجيا.
وهو عضو في الحزب الجمهوري .